# Halocyprididae
Halocyprididae is een familie van kreeftachtigen uit de klasse van de Ostracoda (mosselkreeftjes).

## Onderfamilies
- Archiconchoeciinae Poulsen, 1969
- Bathyconchoeciinae Angel & Graves, 2013
- Conchoeciinae G.W. Müller, 1912
- Euconchoeciinae Poulsen, 1969
- Halocypridinae